# 慈星院
慈星院（じしょういん）は、埼玉県川口市にある天台宗の寺院。寺号は清月寺。

## 歴史
創建年代は不明である。また年代は不明であるが、亮応によって中興された。以前に火災に遭い記録を失ったため、詳細は不明になっている。
現在は埼玉県さいたま市緑区の吉祥寺の末寺になっている。ただ中世は本末関係の有無について、当院と吉祥寺は争っており、1589年（天正17年）に岩付城の城主太田氏房の裁定によって当院は吉祥寺の末寺ということになった。

1873年5月、学制の公布により明治以前から寺子屋が開かれていた慈星院の本堂を借り受ける形で芝學校、現在の川口市立芝小学校が開校。1878年12月、芝村は慈星院境内の敷地の一部を買い取り、現在の場所に校舎を建築した。

## 文化財
- 慈星院のカヤ（川口市指定天然記念物 昭和42年2月22日指定）[3]

## 交通アクセス
- 蕨駅より徒歩20分。